# Понизов’я (Понизовське сільське поселення)
Понизов’я (Понизовське СП) (рос. Понизовье) — присілок в Торопецькому районі Тверської області Російської Федерації.
Населення становить 178 осіб. Входить до складу муніципального утворення Понизовське сільське поселення.

## Історія
Від 2005 року входить до складу муніципального утворення Понизовське сільське поселення.

## Населення
| 2010 |
| ---- |
| 178  |